# Tamba thermeola
Tamba thermeola är en fjärilsart som beskrevs av George Francis Hampson 1926. Tamba thermeola ingår i släktet Tamba och familjen nattflyn. Inga underarter finns listade i Catalogue of Life.